# FSF/UNESCO Free Software Directory
Free Software Directory (Adresář svobodného softwaru) je projektem Free Software Foundation (FSF). Projekt katalogizuje užitečný svobodný software, který běží na svobodných operačních systémech - jmenovitě na operačním systému GNU a jeho variantách  GNU/Linux.
Licence jsou ověřovány pro každý program uvedený v tomto adresáři.
Projekt má webové rozhraní pro vkládání a aktualizaci informací o registrovaných balíčcích. 
 FSF poskytuje tento adresář jako službu pro komunitu  svobodného softwaru. Projekt je finančně podporován z darů nadaci FSF.
V současnosti (květen 2006) registruje adresář 4735 balíčků. Základní kategorie jsou 
Audio, Business and Productivity, Database, Education, Email, Games, Graphics, Hobbies, Interface, Live Communications, Localization, Mathematics, Network Applications, Printing, Science,  Security, Software development, Software Libraries, System administration, Text creation and  manipulation, Video a Web Authoring.